# Seznam moldavskih biatloncev
Seznam moldavskih biatloncev.

## C
- Alexandra Camenșcic

## G
- Vasily Gherghy
- Alla Ghilenko
- Elena Gorohova

## L
- Natalia Levchenkova

## M
- Pavel Magazeev
- Maksim Makarov

## N
- Anastasiya Nychyporenko

## S
- Alina Stremous

## U
- Andrei Usov
- Mihail Usov